# Prova di sopravvivenza
Prova di sopravvivenza (Freedom's Landing) è un romanzo di fantascienza della scrittrice Anne McCaffrey, pubblicato nel 1995.

## Storia editoriale
Il primo capitolo del romanzo, pubblicato per la prima volta negli Stati Uniti nel 1995, consiste nella rielaborazione di un precedente racconto The Thorns of Barevi, pubblicato nel 1970 nell'antologia The Disappearing Future: A Symposium of Speculation.
Il libro è il primo di una tetralogia (cosiddetta "Catteni sequence") incentrata sulla ribellione terrestre a un'invasione di alieni provenienti dal pianeta Catteni e che comprende, oltre a Prova di sopravvivenza (1995), anche Freedom's Choice (1996), Freedom's Challenge (1998) e Freedom's Ransom (2002).

## Trama
La terrestre Kristin Bjornsen è stata rapita dalla Terra dagli invasori alieni appartenenti alla razza Catteni. Portata come schiava sul pianeta Barevi, dopo quattro mesi riesce a fuggire e da cinque mesi si sta nascondendo nell'ostile foresta. Testimone dell'abbattimento di una navicella aliena, assiste alla fuga del Catteni sopravvissuto, braccato da altri extraterrestri che vogliono ucciderlo per una faida. Kristin lo salva e lo nasconde ma, quando cerca di riportarlo nella città da cui era fuggita, viene catturata nuovamente e abbandonata insieme al Catteni da lei salvato, Zainal, e a centinaia di schiavi di molte altre razze su di un pianeta da colonizzare.
Il pianeta si rivela pieno di pericoli e abitato da animali feroci: l'eterogeneo gruppo si deve rapidamente organizzare sotto la guida dell'ex sergente dei marines Chuck Mitford. Zainal, che ha avuto modo di leggere alcuni rapporti sul pianeta stilati da esploratori Catteni, collabora con impegno in tutti i modi con il gruppo e i suoi consigli salvano la vita a centinaia di altri "naufraghi" che a più riprese continuano ad essere abbandonati sul pianeta. Nonostante ciò la sua presenza è invisa a molti che ancora ricordano i soprusi, e in molti casi gli stupri, subiti ad opera dei Catteni. I Catteni pensavano che il pianeta fosse abbandonato ma risulta invece coltivato interamente da macchine automatiche che riempiono di cibo e bestiame giganteschi magazzini che vengono svuotati periodicamente da misteriose astronavi. Mitford organizza diversi insediamenti sul pianeta sabotando le macchine, appropriandosi dei meccanismi ritenuti utili, e trasformando in abitazioni i magazzini e sviluppando una nuova la civiltà collaborativa sul pianeta che gli abitanti chiamano "Botany".
Man mano che il tempo passa, i Catteni continuao a sbarcare coattamente migliaia di schiavi sul pianeta: Zainal, che rivela di essere un membro della nobile casta degli "emassi", pur rifiutandosi di abbandonare il pianta, impone la sua autorità sugli equipaggi dei Catteni, riuscendo ad ottenere generi di prima necessità e una più sicura distribuzione degli sbarchi. Zainal, che nel frattempo ha una storia d'amore con Kristin, rivela alla donna e a Mitford che la vera razza dominante è rappresentata dagli Eosi, cui i Catteni ubbidiscono con terrore e di cui si ignora la provenienza. Durante un raid in una installazione aliena su Botany, viene inavvertitamente lanciato un razzo di segnalazione diretto nello spazio. I sopravvissuti ora dovranno aspettarsi l'arrivo dei veri "padroni" di Botany, forse gli stessi Eosi.

## Edizioni
- (EN) Anne McCaffrey, Freedom's Landing, 1ª ed., New York, Ace/Putnam, 1995.
- Anne McCaffrey, Prova di sopravvivenza, collana Cosmo Oro, traduzione di Rita Botter Pietrangeli, n. 157, Editrice Nord, 1996, ISBN 88-429-0933-5.